# Колегия
Колегиите са държавни постове в Римската република, заемани едновременно от четен брой хора. Всички магистратски постове в Сената са колегиални, като целта на това е както да се предотврати концентрацията на власт в един човек, така и да се осигури по-голяма ефективност. Примери за такива колегии са двамата консули, двамата цензори, шестимата претори, осемте квестори, четиримата едили, десетимата трибуни и т.н.